# Rebutia pygmaea

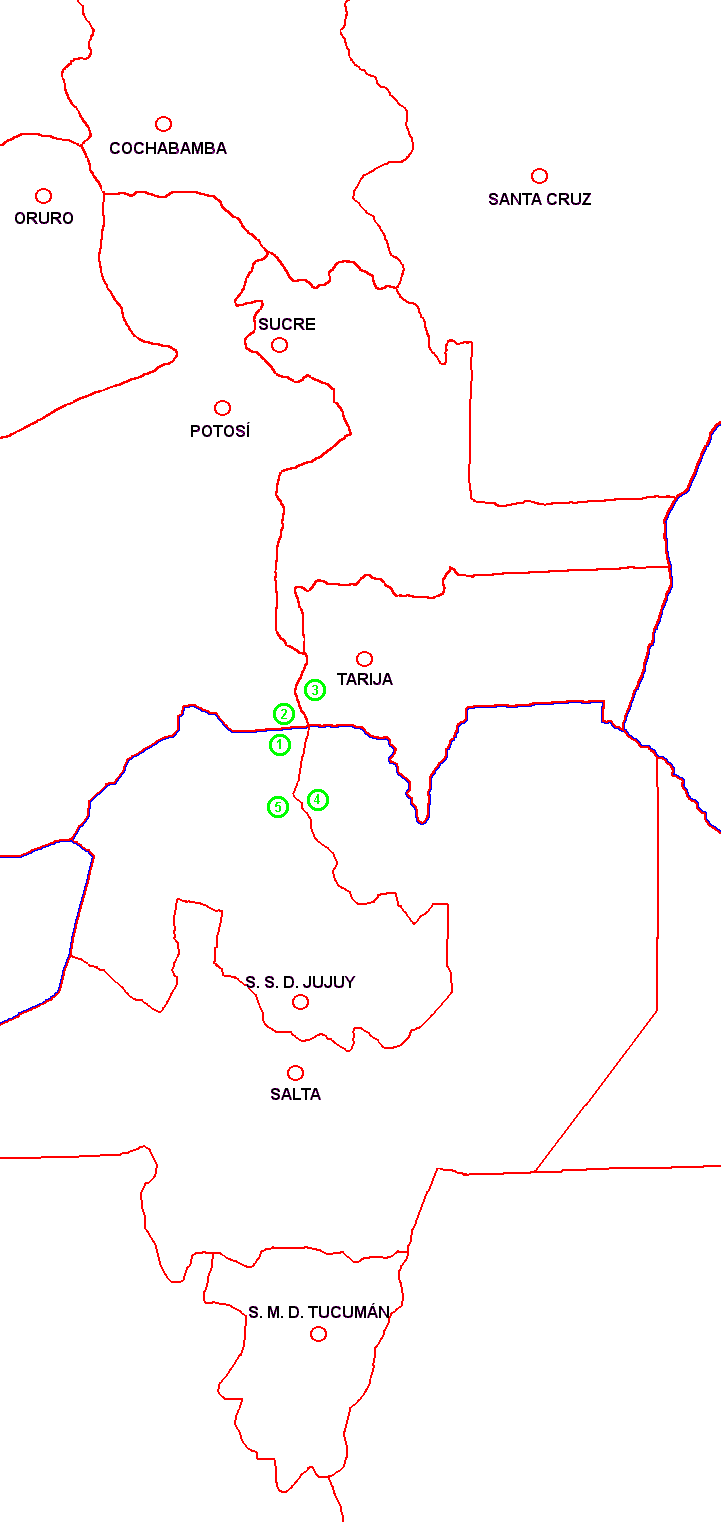
Mapa rozšíření R. pygmaea

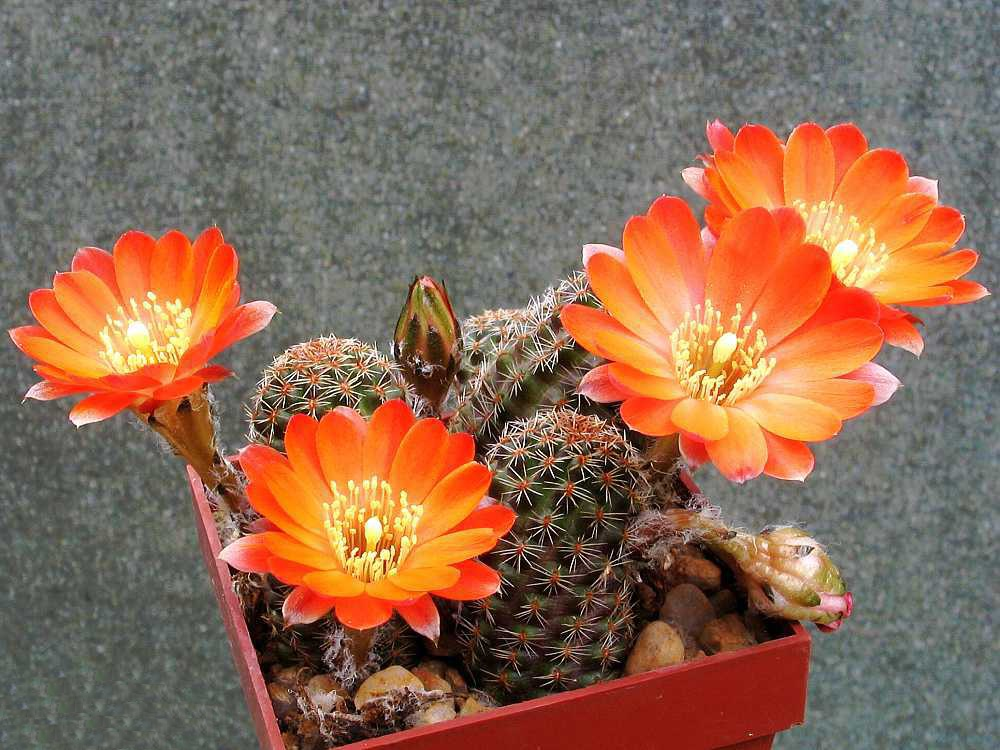
R. pygmaea f. SE62

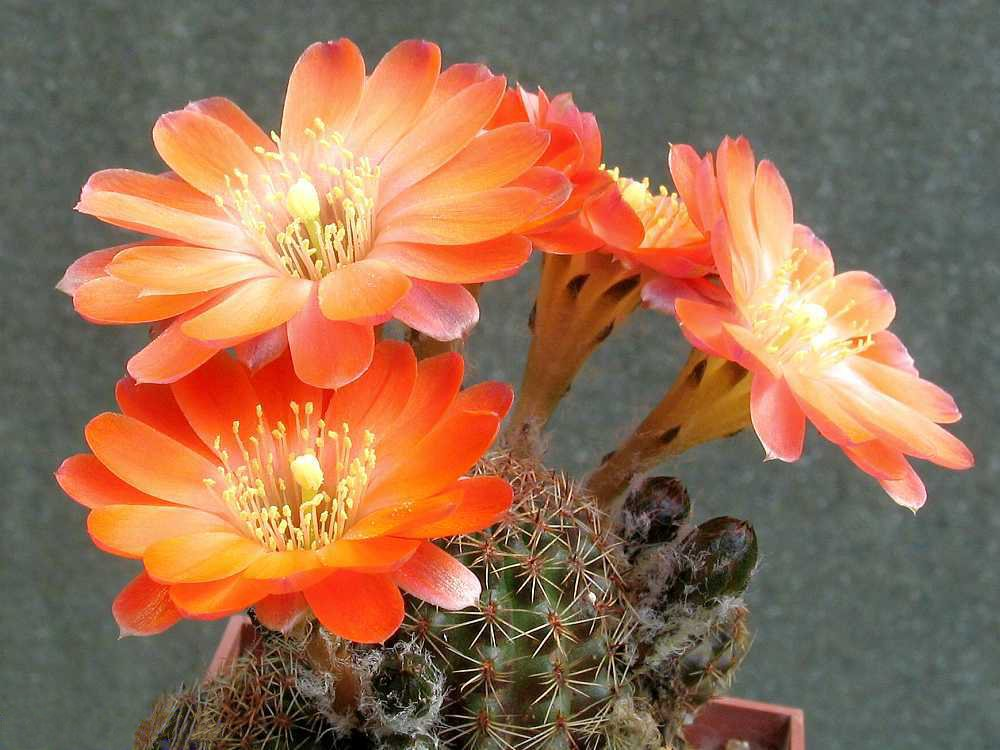
R. pygmaea f. WR335

Rebutia pygmaea je jeden z nejdéle známých druhů rodu rebucie a vůbec nejstarší druh sekce Digitorebutia, objeven byl R. E. Friesem roku 1901 v argentinské provincii Jujuy u Yavi, popsán nálezcem roku 1905 jako Echinopsis. Druhové epiteton je odvozeno od jejího vzrůstu, v době svého popisu patřila k nejmenším ze známých druhů kaktusů, pygmaeus znamená trpasličí, zakrslý.

## Rebutia pygmaea(R. E. Fries) Britton et Rose
Britton, Nathaniel Lord; Rose, Joseph Nelson; The Cactaceae, 3: 47, 1922
Basionym:
Echinopsis pygmaea R. E. Fries, Nova Acta Regiae Soc.Sci.Upsala, ser.4, 1:120, 1905
Sekce Digitorebutia, řada Pygmaea, typový druh sekce
Synonyma: 
- Lobivia pygmaea (R. E. Fries) Backeb., in Backeberg et Knuth, Kaktus ABC, p. 241, 1935
- Lobivia digitiformis Backeb., in Backeberg et Knuth, Kaktus ABC, p. 242, 414, 1935
- Digitorebutia digitiformis (Backeb.) Buin., Succulenta, 22: 52, 1940
- Mediolobivia pygmaea (R. E. Fries) Krainz, Jahrb. SKG "Sukkulentenkunde", 1: 19, 1947
- Mediolobivia digitiformis (Backeb.) Backeb. ex Krainz, Jahrb. SKG "Sukkulentenkunde", 1: 19, 1947
- Mediolobivia haagei (Frič et Schelle) Backeb. var. digitiformis (Backeb.) Donald, Cactus (Paris), 40: 39, 1954
- Digitorebutia haagei (Frič et Schelle) Frič ex Buin. var. digitiformis (Backeb.) Donald, Nat. Cact. Succ. J., 12: 11, 1957
- Mediolobivia neopygmaea Backeb., Descr. Cact. Nov., 1: 30, 1957
- Mediolobivia pectinata (Backeb.) Backeb. ex Krainz var. digitiformis (Backeb.) Backeb., Die Cactaceae, 3: 1506, 1959
- Rebutia euanthema (Backeb.) Buin. et Don. f. neopygmaea (Backeb.) Buin. et Don., Jahrb. SKG "Sukkulentenkunde", 7/8: 102, 1963

### Popis
Stonek jednoduchý nebo poněkud odnožující, z větší části ponořený do půdy a vyčnívající jen nepatrně vrcholky stonků, dole zúžený do jednoho více nebo méně rozvětveného, bělavého, dlouze řepovitého kořene, jednotlivé stonky oválné až krátce válcovité, 10 - 30 mm dlouhé, 12 - 20 mm široké; pokožka zelená, někdy poněkud červenající. Žeber 8 - 12, více nebo méně spirálovitá, až k bázi rozložená na okrouhlé, 2 - 4 mm široké a 1,5 - 3 mm vysoké hrbolky; areoly 1 - 1,5 mm dlouhé, asi 0,5 mm široké, nepatrně nahnědle plstnaté. Trny jen okrajové, do stran paprskovitě přilehlé, 2 - 3 mm dlouhé, nejprve hnědé, brzy bílé, se zesílenou tmavší bází, v počtu 8 - 11, později se odlamující.
Květy na spodní části stonku, 20 - 30 mm dlouhé, nálevkovité, 25 - 35 mm široko otevřené; květní lůžko s několika černými šupinkami, vlnatými vlasy a 1 - 3 bílými štětinami na areolu, 2 - 3 mm dlouhé; květní trubka protáhle nálevkovitá, 7 - 12 mm dlouhá, nahoře 6 - 9 mm široká, uvnitř bledě růžová, vně s malým množstvím černozelených šupin a bílými vlnatými vlasy; okvětní lístky světle červené až tmavě purpurové, 10 - 15 mm dlouhé, 4 - 5 mm široké, nahoře zaokrouhlené s malou vybíhající špičkou; nitky purpurové s nažloutlými konci, vystupující ze spodní části trubky asi 12 mm dlouhé, z věnce na konci trubky 7 mm dlouhé, mezi tím téměř chybí, prašníky citrónově žluté; čnělka téměř bez srůstu, světle zelená, asi 15 mm dlouhá, se 6 málo roztaženými, 2 - 4 mm dlouhými, zelenožlutými rameny blizny mezi prašníky. Plod skoro kulovitý, asi 6 mm široký, bobulovitý, s tenkou slupkou, později vysychající. Semeno kulovitě zvonkovité, drsné, pokryté zbytky blanky, s velkým, přímým, vzácně poněkud šikmým hilem.

### Variety a formy
Rostliny z různých sběrů označovaných jako R. pygmaea, vykazují často značné rozdíly ve vybarvení pokožky, trnů i květů, velikosti trnů i v dalších znacích, rostliny z jednotlivých sběrů však většinou vykazují jen zcela nepatrné rozdíly. Velké množství sběrů z tohoto příbuzenského okruhu, ale také z okruhu R. haagei případně R. orurensis bylo popsáno jako samostatné variety nebo druhy. K R. pygmaea jako nejstaršímu druhovému jménu celé skupiny byly a jsou různé taxony některými autory přiřazovány na různé taxonomické úrovni. Jednotlivé populace jsou však převážně velmi jednotné, bez přechodných jedinců nebo vzájemných kříženců i při společném výskytu a současném kvetení. Chovají se tedy jako druhy, i když vzájemné rozdíly jsou malé.
Různými autory byly publikovány R. pygmaea f. atrovirens, f. flavovirens, f. fuauxiana, f. haefneriana, f. neosteinmannii, var. colorea, var. diersiana, var. friedrichiana, var. iscayachensis, var. mudanensis, var. nazarenoensis, var. pectinata, další byly popsány W. Rauschem ve smyslu jeho pojetí jako variety Lobivia pygmaea.
Jako R. pygmaea, případně R. pygmaea f. byly označeny sběry FR 57a, FR 1107, WR 38a, WR 304, WR 335, WR 335a, WR 506a, WR 576, WR 576a, WR 579, WR 677a, WR 825, WR 828, WR 906, WR 909, WR 910 a více než 30 sběrů Matse Winberga (MN). Sběr KK 1467 byl označen jako R. pectinata var. digitiformis, sběr L 431, původně označený rovněž jako R. pygmaea, patří spíše k R. haagei. Zůstává otázkou, do jaké míry tyto i další sběry jsou opravdu R. pygmaea var. pygmaea, a které z nich představují samostatné taxony na různých úrovních. Jako R. pygmaea byla označena i řada sběrů K. Knížete, jejich zařazení je však sporné, neboť pocházejí většinou ze značně odlehlých lokalit. Řadu dalších položek označených jako R. pygmaea (popř. var. nebo f.) nalezneme i mezi novějšími nálezy (LF, LH, RH, SE), místa původu některých jsou však značně vzdálená a jejich identifikace je nejistá.

### Výskyt a rozšíření
V prvotním popisu byl R. E. Friesem výskyt R. pygmaea uveden z několika míst na severu provincie Jujuy, z nich se jako typová lokalita bere Yavi (Argentina, prov. Jujuy, asi 3400 m). F. Ritter potvrzuje rozšíření R. pygmaea var. pygmaea od severu argentinské provincie Jujuy přes jih provincie Sud-Chichas (Bolívie, departament Potosí) až do provincie Avilez (departament Tarija). Sběry Matse Winberga pocházejí z Argentiny z provincie Jujuy a částečně z provincie Salta. Rovněž sběry ze seznamů LF, RH a SE, spojované s R. pygmaea, pocházejí z oblasti rozšíření var. pygmaea. V popisu Lobivia digitiformis uvedl C. Backeberg jako původ severní Argentina (Salta?), sběr K. Knížete označený jako R. pectinata var. digitiformis pochází z argentinské provincie Salta od Escoipe.